# Jamsetji Tata
Jamsetji Nusserwanji Tata (3 tháng 3 năm 1839 - 19 tháng 5 năm 1904) là một nhà công nghiệp tiên phong người Ấn Độ. Ông đã thành lập Tập đoàn Tata, công ty tập đoàn lớn nhất của Ấn Độ và thành phố Jamshedpur.
Tata đã thành lập một công ty mà sau này trở thành Tập đoàn Tata. Jamsetji Tata được coi là "Cha đẻ của ngành công nghiệp Ấn Độ" huyền thoại. Ông có ảnh hưởng lớn trong ngành công nghiệp thế giới đến nỗi Jawaharlal Nehru gọi Tata là Ủy ban Kế hoạch Một người.
Tata, vốn ban đầu chỉ là một thương gia, đã thay đổi thế giới kinh doanh của Ấn Độ thông qua nhiều dự án kinh doanh trong ngành công nghiệp bông và gang, và được biết đến như một trong những người đã xây dựng nên nền kinh tế Ấn Độ ngày nay. Với nhiều thành tích của mình, Tata được chú ý đến với công ty Tata Iron and Steel Works ở Jamshedpur. Ngoài Công trình Gang thép Tata, ông tiếp tục thành lập các doanh nghiệp trong nhiều lĩnh vực khác làm nền tảng cho doanh nghiệp Ấn Độ hiện đại.